# Gentianopsis yabei
Gentianopsis yabei là một loài thực vật có hoa trong họ Long đởm. Loài này được (Takeda & Hara) Ma mô tả khoa học đầu tiên năm 1951.